# 巴尼亞-別列濟夫
48°25′24″N 24°46′15″E / 48.42333°N 24.77083°E
巴尼亞-別列濟夫（烏克蘭語：Баня-Березів），是烏克蘭的村落，位於該國西部伊萬諾-弗蘭科夫斯克州，由科索夫區負責管轄，始建於1336年，面積10.4平方公里，海拔高度400米，2001年人口1,260。